# 한국참외생산자협회
한국참외생산자협회는 참외의 수급조절 및 가격안정사업, 판매 및 소비촉진을 위한 홍보사업, 판로확대 및 신규시장개척을 위한 시장조사 등 목적으로 2005년 11월 1일 설립된 대한민국 농림수산식품부 소관의 사단법인이다. 사무실은 서울특별시 중구 충정로 1가 75번지에 있다.

## 주요 사업
- 참외의 수급조절 및 가격안정사업
- 참외의 판매 및 소비촉진을 위한 홍보
- 참외의 판로확대 및 신규시장 개척
- 생산 및 수확후 관리 기술교육